# 德克薩斯州拉巴克聖殿
德克薩斯拉巴克聖殿（Lubbock Texas Temple）是耶穌基督後期聖徒教會的第109座聖殿，位於得克薩斯州拉巴克，服務得克薩斯州西部和新墨西哥州東部的約13,500人耶穌基督後期聖徒教會信徒。聖殿動工於2000年11月4日，在2002年4月21日奉獻。

## 外部連結
- Official Lubbock Texas Temple page （页面存档备份，存于）